# Giant 7
Giant 7 — морське будівельне судно, створення якого зокрема пов'язане з необхідністю виконання завдань у офшорній вітроенергетиці.

## Характеристики
Giant 7 первісно призначалось для транспортування негабаритних вантажів, чим пояснюється традиційний для таких суден архітектурно-конструктивний тип — напівзанурений. Проте в підсумку нідерландська компанія Boskali, для якої китайська верф Keppel Nantong Shipyard споруджувала Giant 7, вирішила завершити його як будівельне судно (на це рішення, зокрема, вплинули зростаючі обсяги робіт зі спорудження вітрових електростанцій). Тому передане замовнику в 2015 році Giant 7 обладнали краном Liebherr BOS 35000-600 вантажопідйомністю 600 тонн (опціонально до 1000 тонн).
Баластна система цього напівзануреного судна має чотири насоси потужністю по 1600 м3 на годину.
На судні наявні каюти для розміщення 73 осіб.

## Завдання судна
Першим завданням для судна стали роботи в 2016 році на німецькій ВЕС Вікінгер (Балтійське море між островами Рюген і Борнгольм). Плавучий кран Taklift 4 встановлював ґратчасті опорні основи («джекети»), а Giant 7 закріплювало кожну з них на дні за допомогою чотирьох паль. Так само воно закріпило шістьма палями ґратчасту опорну основу офшорної трансформаторної підстанції, яку встановив інший плавучий кран Oleg Strashnov.